# Leila Wynne Lake
Leila Wynne Lake är en sjö i Kanada.   Den ligger i provinsen Newfoundland och Labrador, i den östra delen av landet, 1 100 km nordost om huvudstaden Ottawa. Leila Wynne Lake ligger 544 meter över havet.
Trakten runt Leila Wynne Lake är nära nog obefolkad, med mindre än två invånare per kvadratkilometer.